# Maillotia
Maillotia é um subgénero do género Culex, pertencente à família Culicidae.